# Воля-Висока
Воля-Висока (пол. Wola Wysoka) — село в Польщі, у гміні Скерневиці Скерневицького повіту Лодзинського воєводства.
Населення — 187 осіб (2011).
У 1975-1998 роках село належало до Скерневицького воєводства.

## Демографія
Демографічна структура станом на 31 березня 2011 року:
|          | Загалом | Допрацездатний вік | Працездатний вік | Постпрацездатний вік |
| -------- | ------- | ------------------ | ---------------- | -------------------- |
| Чоловіки | 97      | 27                 | 58               | 12                   |
| Жінки    | 90      | 16                 | 45               | 29                   |
| Разом    | 187     | 43                 | 103              | 41                   |